# Selepa euryochra
Selepa euryochra är en fjärilsart som beskrevs av Turner 1920. Selepa euryochra ingår i släktet Selepa och familjen trågspinnare. Inga underarter finns listade i Catalogue of Life.